# 银杏酚
银杏酚（英語：Bilobol，化学名5-[(Z)-十五烷-8-烯基]苯-1,3-二酚）是一种天然的烷基间苯二酚，最初提取自银杏（Ginkgo biloba）的果实，因而得名。银杏酚在化学结构上和毒漆藤（Toxicodendron radicans）中提取的漆酚（Urushiol）类似，对皮肤有强烈的刺激性。